# 梭桿菌門
梭桿菌門(Fusobacteria)是一個小類群的革蘭氏陰性細菌。其中梭桿菌屬（Fusobacterium）常見于消化道，是口腔菌群之一，也可導致一些疾病。
今年10月份，两个研究小组发布了几乎相同的研究报告，指出一种叫做“梭杆菌”的稀有生存在人体肠道的细菌在结肠癌细胞中处于异常活跃状态，表明它与结肠癌高发病率具有一定的联系。对比健康的结肠组织和癌细胞，研究人员发现癌细胞中的梭杆菌数量是健康结肠组织的数百倍。
这是首次证实梭杆菌与癌症具有相关性，但此前的研究发现这些微细菌可导致溃疡性结肠炎高发病率。
哈佛大学陈曾熙公共卫生学院Dana-Farber癌症中心的Wendy Garrett开展的项目，发现梭杆菌促进结直肠肿瘤的形成以及加速结直肠癌的恶化，而且还发现与周边正常组织相比，梭杆菌在结直肠癌组织中的富集浓度更大。